# Shapinsay
Shapinsay est une île du Royaume-Uni située en Écosse dans l'archipel des Orcades.

## Géographie
Avec une superficie de 29,48 km2, Shapinsay est la 8e plus grande île des Orcades. Elle est située au nord-est de Maniland, principale île de l'archipel. Le point culminant n'est qu'à 64 mètres d'altitude. La côte Est est composée de falaises basses et possède plusieurs grottes sous-marines, y compris le pittoresque Geo of Ork à la pointe extrême nord.

## Démographie
À la fin du XIXe siècle, la population de l'île était d'environ un millier d'habitants. La décroissance a été forte tout au long du siècle suivant et le recensement de 2011 ne donne plus que 307 résidents. La plupart sont regroupés dans le village de Balfour sur la côte sud de l'île.

## Référence
- (en) Cet article est partiellement ou en totalité issu de l’article de Wikipédia en anglais intitulé « Shapinsay » (voir la liste des auteurs).